# FTM Schwabing
Die Freie Turnerschaft München Schwabing gilt als ältester Volleyballverein Münchens, dem auch Abteilungen in den Sportarten Badminton, Faustball, Gymnastik, Beachvolleyball und Freizeitfußball angehören.

## Geschichte
Der Volleyballverein wurde am 20. November 1897 im Herzen von München-Schwabing in der Gaststätte 7 Schwaben in der Occamstraße als
Allgemeiner Turnverein Schwabing mehrheitlich von Arbeitern der Firma Krauss-Maffei gegründet. 1906 schloss sich der ATV Schwabing als Abteilung II der Freien Turnerschaft München an. Später wurde aus der Abteilung der eigenständige Verein Freie Turnerschaft München-Schwabing, der 1933 verboten wurde.
Die Mitglieder des Vereins schlossen sich daraufhin mehrheitlich dem Deutschen Sportklub München an. Bereits 1945 wurde die FTM als eigenständiger Verein, der wie die FT Gern Mitglied im Verein FT München e. V. ist, wieder gegründet.
Nachdem 1946 mit Unterstützung der Bayerischen Gemeindebank ein Sportgelände an der Osterwaldstraße von Seiten der FTM übernommen werden konnte, verlor der Verein dieses Gelände bereits wieder 1948 durch eine Beschlagnahme durch die amerikanische Jagdgesellschaft.
Seit 1950 wird vom Verein das Vereinsheim im Schulsportgelände der Grundschule an der Simmernstraße genutzt, welches zusammen mit dem Sportgelände Anfang April 1951 offiziell mit einem gleichzeitig stattfindenden Feldhandballturnier eingeweiht wurde.

## Erfolge
| Saison  | |
| ------- | --- |
| 1993    | - Männer: Deutsche Meisterschaft Senioren Ü35 |
| 1997/98 | - Männer 1: Platz 10 – 2. Bundesliga Süd |
| 2000/01 | - Männer 1: Platz 3 – 2. Bundesliga Süd |
| 2001/02 | - Männer 1: Platz 10 – 2. Bundesliga Süd |
| 2002/03 | - Männer 1: Platz 2 – 2. Bundesliga Süd |
| 2004/05 | - Männer 1: Teilnahme an der Regionalliga Süd-Ost: 4. Platz - Frauen 1: Teilnahme an der Bayernliga Süd: 6. Platz - Herren 2: Teilnahme an der Landesliga Süd-West: 2. Platz - Herren 3: Teilnahme an der Landesliga Süd-West: 8. Platz - Frauen 2: Teilnahme an der Obb. Bezirksliga 2: 4. Platz - Frauen 3: Teilnahme an der Obb. Bezirksliga 2: 5. Platz - Frauen 4: Teilnahme an der Obb. Kreisliga 6: 4. Platz |
| 2005/06 | - Männer 1: Teilnahme an der Regionalliga Süd-Ost: 3. Platz - Frauen 1: Teilnahme an der Bayernliga Süd: 3. Platz - Männer 2: Teilnahme an der Landesliga Süd-West: 4. Platz - Männer 3: Teilnahme an der Landesliga Süd-West: 7. Platz - Frauen 2: Teilnahme an der Obb. Bezirksklasse 3: 2. Platz - Frauen 3: Teilnahme an der Obb. Bezirksklasse 3: 9. Platz - Männer 4: Teilnahme an der Obb. Kreisliga 5: 7. Platz - Frauen 4: Teilnahme an der Obb. Kreisliga 6: 7. Platz                                                                                         |
| 2006/07 | - Frauen 1: Teilnahme an der Bayernliga Süd: 1. Platz; Aufstieg in die Regionalliga - Männer 1: Teilnahme an der Landesliga Süd-West: 3. Platz - Männer 2: Teilnahme an der Landesliga Süd-West: 4. Platz - Frauen 2: Teilnahme an der Obb. Bezirksliga 2: 1. Platz Aufstieg in die Obb. Bezirksliga - Frauen 3: Teilnahme an der Obb. Kreisliga 6: 1. Platz Aufstieg in die Obb. Bezirksklasse - Herren 3: Teilnahme an der Obb. Kreisliga 3: 5. Platz - Frauen 4: Teilnahme an der Obb. Kreisliga 6: 7. Platz - Herren 4: Teilnahme an der Obb. Kreisliga 3: 8. Platz |
| 2007/08 | - Frauen 1: Teilnahme an der Regionalliga Süd-West: 10. Platz; Abstieg in die Bayernliga - Männer 1: Teilnahme an der Landesliga Süd-West: 2. Platz - Männer 2: Teilnahme an der Obb. Kreisliga: 1. Platz Aufstieg in die Bezirksklasse - Frauen 2: Teilnahme an der Obb. Bezirksliga: 2. Platz Aufstieg in die Landesliga - Frauen 3: Teilnahme an der Obb. Bezirksklasse: 1. Platz; direkter Durchmarsch in die Obb. Bezirksliga |
| 2008/09 | - Frauen 1: Teilnahme an der Bayernliga Süd: 2. Platz - Herren 1: Teilnahme an der Landesliga Süd-West: 4. Platz - Frauen 2: Teilnahme an der Landesliga Süd-West: 4. Platz - Frauen 3: Teilnahme an der Obb. Bezirksliga West: 1. Platz; Aufstieg in die Landesliga - Herren 2: Teilnahme an der Obb. Bezirksliga 3: 6. Platz |
| 2009/10 | - Frauen 1: Teilnahme an der Bayernliga Süd: 3. Platz - Herren 1: Teilnahme an der Landesliga Süd-West: 5. Platz - Frauen 2: Teilnahme an der Landesliga Süd-West: 4. Platz - Frauen 3: Teilnahme an der Obb. Bezirksliga West: 7. Platz - Herren 2: Teilnahme an der Obb. Bezirksklasse 3: 6. Platz |
| 2010/11 | - Frauen 1: Teilnahme an der Bayernliga Süd: 4. Platz - Herren 1: Teilnahme an der Landesliga Süd-Ost: 5. Platz - Frauen 2: Teilnahme an der Landesliga Süd-West: 3. Platz - Herren 2: Teilnahme an der Obb. Bezirksliga 3: 3. Platz |
| 2011/12 | - Frauen 1: Meister der Bayernliga Süd; Aufstieg in die Regionalliga Süd-Ost - Männer 1: Meister der Landesliga Süd-West; Aufstieg in die Bayernliga Süd - Frauen 2: Teilnahme an der Landesliga Süd-West: 7. Platz - Herren 2: Teilnahme an der Obb. Bezirksliga 2: 3. Platz |
| 2012/13 | - Frauen 1: Meister der Regionalliga Süd-Ost; Aufstieg in die 3. Liga Ost - Herren 1: Teilnahme an der Bayernliga Süd: 9. Platz; Abstieg in die Landesliga - Frauen 2: Teilnahme an der Landesliga Süd-West: 5. Platz - Herren 2: Teilnahme an der Obb. Bezirksliga 2 - Frauen 3: Teilnahme an der Obb. Kreisliga 5 |
| 2013/14 | - Frauen 1: Teilnahme an der 3. Liga Ost: 9. Platz (Spielwertung) - Herren 1: Teilnahme an der Landesliga Süd-West: 3. Platz - Frauen 2: Teilnahme an der Landesliga Süd-West: 5. Platz - Frauen 3: Teilnahme an der Obb. Kreisliga: 10. Platz |
| 2014/15 | - Frauen 1: Teilnahme an der 3. Liga Ost: 10. Platz; Abstieg - Männer 1: Teilnahme an der Landesliga Süd-West: 4. Platz - Frauen 2: Teilnahme an der Landesliga Süd-West: 4. Platz - Männer 2: Platz 1 in der Bezirksklasse 2 West; Aufstieg in die Bezirksliga West - Frauen 3: Teilnahme an der Obb. Kreisliga: 4. Platz |
| 2015/16 | - Frauen 1: Teilnahme an der Regionalliga Süd-Ost: 3. Platz - Herren 1: Teilnahme an der Landesliga Süd-West: 4. Platz - Frauen 2: Teilnahme an der Landesliga Süd-West: 4. Platz - Herren 2: Teilnahme an der Obb. Bezirksliga West: 5. Platz - Frauen 3: Teilnahme an der Obb. Kreisliga 4: 5. Platz |
| 2016/17 | - Frauen 1: Teilnahme an der Regionalliga Süd-Ost: 10. Platz; Abstieg in die Bayernliga - Männer 1: Teilnahme an der Landesliga Süd-West: 3. Platz; Aufstieg in die Bayernliga - Frauen 2: Teilnahme an der Landesliga Süd-West: 2. Platz; Aufstieg in die Bayernliga - Männer 2: Teilnahme als SG mit TSV Gräfelfing an der Bezirksliga West: 2. Platz; Aufstieg in die Landesliga - Frauen 3: Teilnahme an der Obb. Kreisliga: 3. Platz |
| 2017/18 | - Frauen 1: Teilnahme an der Bayernliga Süd: 6. Platz - Frauen 2: Teilnahme an der Bayernliga Süd: 7. Platz - Männer 1: Teilnahme an der Bayernliga Süd: 10. Platz; Abstieg in die Landesliga - Männer 2: Teilnahme an der Landesliga Süd-West: 3. Platz - Männer 3: Teilnahme an der Obb. Bezirksliga West: 4. Platz - Frauen 3: Teilnahme an der Obb. Kreisliga: 2. Platz; Aufstieg in die Bezirksklasse |
| 2018/19 | - Frauen 1: Teilnahme an der Bayernliga Süd - Frauen 2: Teilnahme an der Bayernliga Süd - Männer 1: Teilnahme an der Landesliga Süd-West - Männer 2: Teilnahme an der Landesliga Süd-West - Männer 3: Teilnahme an der Obb. Bezirksliga West - Frauen 3: Teilnahme an der Obb. Bezirksklasse |

## Beachvolleyball
Die Anlage der FTM liegt mitten im Herzen Schwabings, Rheinstraße 19 (Nähe U-Bahn Bonner Platz U3 oder Münchener Freiheit U6). Sie umfasst zwei Felder.
Sie ist nur für Vereinsmitglieder zugänglich, es werden feste Trainingszeiten an die einzelnen Mannschaften vergeben. Zusätzlich muss eine Beachmarke erworben werden.
Seit 2016 ist die Sportart eine Abteilung innerhalb der FTM.

## Faustball
Die Faustballabteilung der FTM Schwabing ist in München in dieser Sportart die älteste bestehende Abteilung. Im Sommer (auf der Anlage der FTM) wie im Winter (ab Feb 2019 in der Turnhalle im Schulzentrum Nordhaide, Schleißheimer Str. 510 in der Nähe des U-Bahnhofs Dülferstraße) wird einmal die Woche trainiert. Zuletzt nahm die Abteilung 2009/10 als eigenständige Mannschaft am Spielbetrieb in der Halle in der Bezirksliga München/Oberbayern West A teil. Nachdem zwischen 2010 und 2014 die Abteilung am Spielbetrieb in der Feldrunde wie in der Hallenrunde als Teil der SG Schwabing/Siemens in der Bezirksliga antrat, nahm die Abteilung bis zur Feldsaison 2016 wieder unter dem Namen FTM Schwabing an der Bezirksliga teil. Ab der Hallenrunde 2016/17 wurde durch die Abteilung für die Nichtmeldung für die Bezirksliga aber für die Fortführung des regelmäßigen Trainings entschieden. Zur Sommerrunde 2018 entschied sich die Abteilung an der Kreisliga Oberbayern teilnehmen, wo die Vizemeisterschaft erreicht wurde.

## Handball
1928 wurde innerhalb der FTM Schwabing eine Handballabteilung gegründet. 1953 bis 1957 nahm die Mannschaft von FTM im Feldhandball an der – damals zweitklassigen – Landesliga Bayern teil.

## Tischtennis
Nach dem Zweiten Weltkrieg gab es bei FTM Schwabing auch Mannschaften in der Sportart Tischtennis.